# Merci papa, merci maman
Pour plus de détails, voir Fiche technique et Distribution.
Merci papa, merci maman est un téléfilm français réalisé par Vincent Giovanni, diffusé le 23 août 2010.

## Synopsis
À la suite vol à main armée qui a mal tourné, Denis (Sébastien Knafo), qui déteste les enfants, doit se trouver une planque pour échapper à la police. Il s'embarque à bord d'un autocar rempli d'enfants, partant en colonie de vacances et décide de se faire passer pour un moniteur.
À bord, il fait la connaissance de Fabrice (Laurent Ournac), partant aussi comme moniteur et héritier de la famille à laquelle appartient la colonie de vacances. Les deux moniteurs devront gérer pendant une semaine, une tribu d'enfants turbulents…

## Fiche technique
Source : IMDb, sauf mention contraire
- Réalisateur : Vincent Giovanni
- Scénariste : Tania de Montaigne
- Coordinateur des cascades : Olivier Vitrant
- Société de production : TF1
- Pays d'origine : France
- Genre : comédie
- Durée : 1h45
- Date de diffusion : 23 août 2010 sur TF1

## Distribution
- Laurent Ournac : Fabrice
- Sébastien Knafo : Denis
- Francis Perrin : André, le directeur de la colo
- Fatou N'Diaye : Audrey
- Emmanuel Suarez : JB
- Lilian Dugois : Théo
- Nicolas Quadflieg : Mathis
- Romann Berrux : Jules
- Maud Forget : Fanny
- Isaure de Grandcourt : Emma

## Autour du film
- Laurent Ournac et Sébastien Knafo s'étaient déjà croisés sur le tournage de l'épisode "Coup de Foudre au Camping" de Camping Paradis.
- Laurent Ournac avait aussi rencontré sur le tournage de Camping Paradis la comédienne Isaure de Grandcourt qui avait joué dans l'épisode "Le plus beau jour de leur vie".